# Pseudobrookit
Pseudobrookit ist ein eher selten vorkommendes Mineral aus der Mineralklasse der „Oxide und Hydroxide“ mit der chemischen Zusammensetzung (Fe3+2Ti)O5 und damit chemisch gesehen ein Eisen-Titan-Oxid.
Pseudobrookit kristallisiert im orthorhombischen Kristallsystem und entwickelt kurz- bis langprismatige Kristalle bis etwa 7 cm Länge, die senkrecht zur b-Achse [010] gestreckt und gestreift sind. Oft treten die Kristalle auch zu büscheligen, garbenförmigen oder radialstrahligen Mineral-Aggregaten zusammen. Die im Allgemeinen undurchsichtigen und nur in dünnen Schichten durchscheinenden Kristalle sind von dunkelrötlichbrauner bis bräunlichschwarzer Farbe mit einem diamantähnlichen bis metallischen Glanz auf den Oberflächen. Durch Verwitterung können die Kristallflächen auch irisierend anlaufen.

## Etymologie und Geschichte

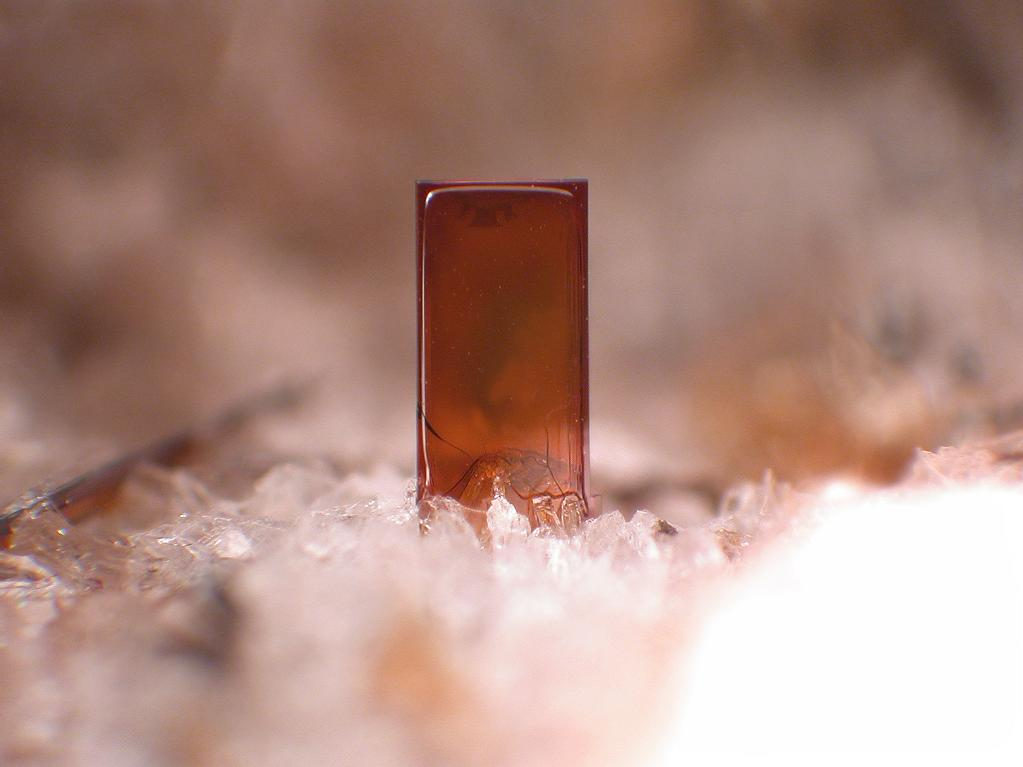
Tafeliger, brauner Pseudobrookit

Erstmals gefunden wurde Pseudobrookit am Măgura Uroiului nahe dem gleichnamigen Dorf etwa 3 km nordöstlich der Stadt Simeria im rumänischen Kreis Hunedoara.
Die Analyse und Erstbeschreibung erfolgte 1878 durch Antal Koch (1843–1927), der das Mineral aufgrund seiner Ähnlichkeit und Verwechslungsgefahr mit Brookit nach diesem mit dem altgriechischen Wortzusatz ψεῦδο pseudo (von ψεῦδος pseudos; Wortursprung: ψεύδειν/ψεύδεσθαι pseudein/pseudesthai) für „falsch, unecht, vorgetäuscht“ benannte.
Pseudobrookit war bereits lange vor der Gründung der International Mineralogical Association (IMA) bekannt und als eigenständige Mineralart anerkannt. Damit hätte Pseudobrookit theoretisch den Status eines grandfathered Mineral. In der 1988 erfolgten Publikation Definition and range of composition of naturally occurring minerals with the pseudobrookite structure wurde allerdings die chemische Zusammensetzung des Minerals neu definiert. Das Mineral wird seitdem in der „Liste der Minerale und Mineralnamen“ der IMA unter der Summenanerkennung „1988 s.p.“ (special procedure) geführt. Die seit 2021 ebenfalls von der IMA/CNMNC anerkannte Kurzbezeichnung (auch Mineral-Symbol) von Pseudobrookit lautet „Pbrk“.
Ein Aufbewahrungsort für das Typmaterial des Minerals ist nicht dokumentiert.

## Klassifikation
Bereits in der veralteten 8. Auflage der Mineralsystematik nach Strunz gehörte der Pseudobrookit zur Mineralklasse der „Oxide und Hydroxide“ und dort zur Abteilung „M2O3- und verwandte Verbindungen“, wo er gemeinsam mit Armalcolit sowie im Anhang mit Freudenbergit in der „Pseudobrookit-Reihe“ mit der Systemnummer IV/C.11 steht.
In der zuletzt 2018 überarbeiteten Lapis-Systematik nach Stefan Weiß, die formal auf der alten Systematik von Karl Hugo Strunz in der 8. Auflage basiert, erhielt das Mineral die System- und Mineralnummer IV/C.24-020. Dies entspricht ebenfalls der Abteilung „Oxide mit dem Stoffmengenverhältnis Metall : Sauerstoff = 2 : 3 (M2O3 und verwandte Verbindungen)“, wo Pseudobrookit zusammen mit Armalcolit, Kleberit, Pseudorutil und Tietaiyangit eine unbenannte Gruppe mit der Systemnummer IV/C.24 bildet.
Auch die von der International Mineralogical Association (IMA) zuletzt 2009 aktualisierte 9. Auflage der Strunz’schen Mineralsystematik ordnet den Pseudobrookit in die Abteilung „Metall : Sauerstoff = 2 : 3, 3 : 5 und vergleichbare“ ein. Diese ist allerdings weiter unterteilt nach der relativen Größe der beteiligten Kationen. Das Mineral hier entsprechend seiner Zusammensetzung in der Unterabteilung „Mit mittelgroßen Kationen“ zu finden, wo es zusammen mit Armalcolit die „Pseudobrookitgruppe“ mit der Systemnummer 4.CB.15 bildet.
In der vorwiegend im englischen Sprachraum gebräuchlichen Systematik der Minerale nach Dana hat Pseudobrookit die System- und Mineralnummer 07.07.01.01. Das entspricht ebenfalls der Klasse der „Oxide und Hydroxide“ und dort der Abteilung „Mehrfache Oxide“. Hier findet er sich innerhalb der Unterabteilung „Mehrfache Oxide mit verschiedenen Formeln“ in einer unbenannten Gruppe mit der Systemnummer 07.07.01, in der auch Armalcolit eingeordnet ist.

## Kristallstruktur

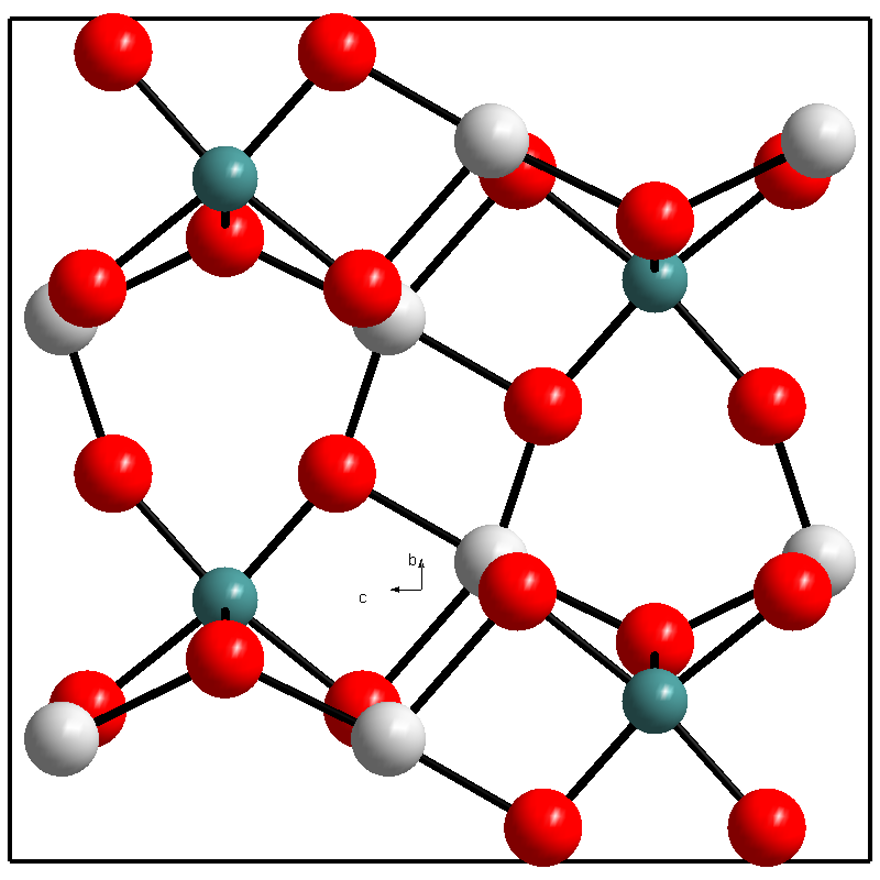
Kristallstruktur von Pseudobrookit
Sicht auf die a-Achse
Weiß=Eisen, Blau=Titan, Rot=Sauerstoff

Pseudobrookit kristallisiert orthorhombisch in der Raumgruppe Bbmm (Raumgruppen-Nr. 63, Stellung 5) mit den Gitterparametern a = 9,77 Å; b = 9,95 Å und c = 3,72 Å sowie vier Formeleinheiten pro Elementarzelle.

## Eigenschaften

### Morphologie

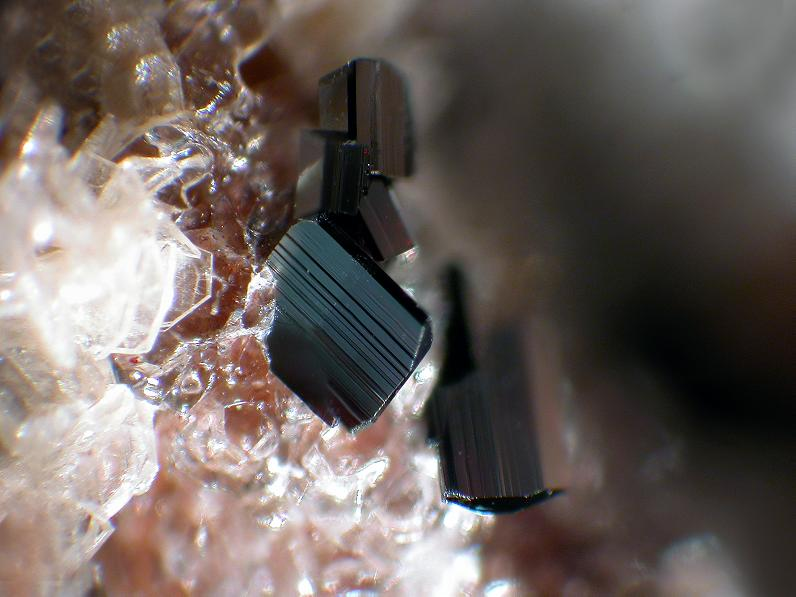
Blick auf die Tafelfläche (100) mit typischer Streifung

Im Allgemeinen zeigen Pseudobrookit-Kristalle einen kurz- bis langprismatischen Habitus mit bevorzugter Wuchsrichtung entlang der b- und c-Achse ([010] und [001]), was zur Bildung tafeliger Kristalle nach {100} führt, deren Flächen eine charakteristische Streifung parallel zur c-Achse aufweisen. 

## Bildung und Fundorte
Pseudobrookit bildet sich als pneumatolytisches Zersetzungsprodukt von Ilmenit in titanreichen Andesiten, Rhyolithen, Basalten und anderen Vulkaniten. Dort tritt er in verschiedenen Paragenesen neben Ilmenit unter anderem auch mit Apatit, Beryll, Bixbyit-(Mn), verschiedenen Glimmern, Hämatit, Kassiterit, Magnetit, Quarz, Sanidin, Spessartin, Topas, Tridymit.
Bisher konnte Pseudobrookit an rund 130 Fundorten (Stand: 2010) nachgewiesen werden, so unter anderem in Algerien, Australien, Brasilien, Bulgarien, Chile, Deutschland, Frankreich, Griechenland, Italien, Japan, Mexiko, Neuseeland, Norwegen, Österreich, Rumänien, Russland, Slowakei, Spanien, Südafrika, Tansania, Tschechien, Ungarn, im Vereinigten Königreich (Großbritannien) und den Vereinigten Staaten (USA).